# 伊凱賈
伊凱賈（英語：Ikeja）是西非國家尼日利亞的城市，也是拉各斯州的首府，位於該國西南部，海拔高度39米，面積46平方公里，是該地區的工業和航運樞紐，2015年人口861,300。

## 外部連結
- MSN Map[永久]

06°35′N 03°20′E / 6.583°N 3.333°E